# 第69步兵師 (德國國防軍)
第69步兵師（德語：69. Infanterie-Division）是納粹德國國防軍陸軍的一個步兵師。該師於1939年8月組建。
第二次世界大戰期間，該師在德國西部防守待命，沒有參與入侵波蘭行動。1940年，該師參與入侵挪威行動，此後作為佔領部隊之一直至1942年11月。同年12月，該師調至東線，此後一直在當地作戰。
該師最後於1945年4月在柯尼斯堡被圍，柯尼斯堡失陷後向苏联红军投降。

## 註腳
1. ↑  Mitcham（2007年）